# トマス・フィッツサイモンズ
トマス・フィッツサイモンズ（英:Thomas Fitzsimons、1741年 - 1811年8月26日）は、現在のアメリカ合衆国ペンシルベニア州の商人、政治家である。ペンシルベニア州の代表として大陸会議、アメリカ合衆国憲法制定会議およびアメリカ合衆国下院に出席した。
フィッツサイモンズは1741年頃にアイルランドで生まれた。1760年までにペンシルベニア州フィラデルフィアに移民し、商社の事務員として働き始めた。1761年11月23日にキャサリン・ミードと結婚し、兄弟のジョージと共同経営の事業を始めた。その会社は西インド諸島との貿易に特化し、41年間以上も経営がうまくいった。
アメリカ独立戦争が近づくと、ホイッグ側（独立支持派）を支持した。独立戦争の初期には、国防市民軍の中隊大尉を務めたが、記録された実戦に参加したのは1776年のトレントンの戦いで正規軍を支援しただけであった。戦争の後期はペンシルベニアの軍隊を支援するために物資、船舶および資金を供給した。
フィッツサイモンズは1782年と1783年に大陸会議の代議員として活発に政治に関わった。1786年と1787年にはペンシルベニア邦の下院議員を務めた。1787年にはフィラデルフィアで開催されたアメリカ合衆国憲法制定会議にも代議員となった。この会議では指導的な存在ではなかったが、強い国家政府を支持し、奴隷制に反対し、また輸出入品に関税を課する権限を中央政府に与えること、ならびに条約を締結する時には下院と上院に平等な権限を認めることに賛成した。憲法に署名したものとして2人しかいないカトリック教徒の1人であった。
憲法が成立したあとで、アメリカ合衆国下院議員を連続3期務め、1794年の再選を目指した選挙では落選した。フィラデルフィアの12の選挙区のうち7つを制し、投票総数の57%を獲得した成り上がり者のジョン・スワンウィックに敗れた。このことはフィッツサイモンズ自身の欠点によるものではなく、その所属する連邦党に対する世論がウィスキー税反乱の抑圧の後で逆風になったことに一部はよっていた。
政界から身を引く一方で、市民のまた事業の関連事では活動的なままであった。フィラデルフィアの商工会議所会頭、ペンシルベニア大学の理事、およびノースアメリカ銀行の支配人を務めた。この銀行の創設者であり、ジョージタウン大学設立の動きを支持した。
フィッツサイモンズは1811年8月26日にフィラデルフィアで死に、そこのセントメアリーカトリック教会墓地に埋葬された（この墓地は現在、独立記念国立歴史公園の一部である）。